# Randi Wardum
Randi Skylvsdóttir Wardum (* 22. November 1986 in Tórshavn) ist eine ehemalige färöische Fußball- und Handballspielerin.

## Karriere

### Fußball

#### Verein
Wardum begann ihre Karriere beim färöischen Erstligisten HB Tórshavn, für den sie von 2001 bis 2003 aktiv war. Ihr erstes Spiel bestritt sie am fünften Spieltag 2001, als sie in der 89. Minute für Annika Hansen eingewechselt wurde. Zur Saison 2004 wechselte sie zum Ligakonkurrenten und Serienmeister KÍ Klaksvík, mit dem sie elf nationale Meisterschaften und acht Pokalsiege erringen und sich jährlich für die UEFA Women’s Champions League qualifizieren konnte. Ihre Mitspielerinnen in diesen Jahren waren unter anderem Rannvá B. Andreasen, Malena Josephsen, Annelisa Justesen, Bára Skaale Klakstein, Ragna B. Patawary und Olga Kristina Hansen und Eyðvør Klakstein. Im Jahr 2008 spielte Wardum für einige Monate beim isländischen Erstligisten Valur Reykjavík, mit dem sie ebenfalls die nationale Meisterschaft gewinnen konnte. Als Elfmeterschützin war sie mehrfach in der Liga erfolgreich.

#### Europapokal
In der UEFA Women’s Champions League absolvierte Wardum 27 Spiele, das erste bei der 1:2-Niederlage gegen Metalist Charkiw in der Saison 2004/05 und das letzte bei der 1:3-Niederlage gegen Apollon Limassol 2014/15.

#### Nationalmannschaft
Wardum absolvierte bis 2004 neun Länderspiele in der U-19-Nationalmannschaft der Färöer. Im selben Jahr debütierte sie am 12. Oktober bei der 1:2-Niederlage im Freundschaftsspiel gegen Irland in Klaksvík für die A-Nationalmannschaft ihres Landes. Wardum war mit 38 Länderspieleinsätzen, gemeinsam mit Malena Josephsen, Rekordnationalspielerin der Färöer. Ihr letztes Länderspiel bestritt sie am 17. September 2014 im WM-Qualifikationsspiel gegen nordirische Fußballnationalmannschaft der Frauen in Lurgan, welches mit 0:3 verloren wurde.

### Handball
Wardum ist neben ihrer Fußballkarriere zudem für den färöischen Handball-Erstligisten Kyndil Tórshavn aktiv, bei dem sie im rechten Rückraum spielt. Mit diesem nahm sie unter anderem am EHF-Pokal der Frauen 2014/15 teil, wo man jedoch in der zweiten Runde am belgischen Vertreter Fémina Visé scheiterte.

## Erfolge
- 11 × Färöischer Meister: 2004, 2005, 2006, 2007, 2008, 2009, 2010, 2011, 2012, 2013, 2014
- 8 × Färöischer Pokalsieger: 2004, 2006, 2007, 2010, 2011, 2012, 2013, 2014
- 1 × Isländische Meisterschaft: 2008